# Panogena jasmini
Panogena jasmini là một loài bướm đêm thuộc họ Sphingidae. Loài này có ở Madagascar.
Thân và cánh trước màu nâu hơi trắng (nhạt hơ Panogena lingens).

## Phụ loài
- Panogena jasmini jasmini
- Panogena jasmini meridionalis Denso, 1944